# Радонић (Дрниш)
Радонић је насељено мјесто у саставу града Дрниша, у Далмацији, Шибенско-книнска жупанија, Република Хрватска.

## Географија
Насеље је удаљено око 16 км југозападно од Дрниша.

## Становништво
Према попису из 1991. године, Радонић је имао 650 становника. Према попису из 2011. године, Радонић је имао 412 становника.
| Демографија | Демографија | Демографија |
| Година      | Становника  | Становника  |
| ----------- | ----------- | ----------- |
| 1971.       | 911         |             |
| 1981.       | 727         |             |
| 1991.       | 650         |             |
| 2001.       | 434         |             |
| 2011.       |             | 412         |

## Попис 1991.
На попису становништва 1991. године, насељено место Радонић је имало 650 становника, следећег националног састава:
| Попис 1991.‍  | Попис 1991.‍  | Попис 1991.‍ | Попис 1991.‍ | Попис 1991.‍ |
| ------------ | ------------ | ----------- | ----------- | ----------- |
|              |              |             |             |             |
| Хрвати       | Хрвати       |             | 645         | 99,23%      |
| Немци        | Немци        |             | 1           | 0,15%       |
| неопредељени | неопредељени |             | 1           | 0,15%       |
| непознато    | непознато    |             | 3           | 0,46%       |
| укупно: 650  |              |             |             |             |